# Blanka Wladislaw
Blanka Wladislaw (Varsóvia, 3 de junho de 1917 – São Paulo, 26 de janeiro de 2012) foi uma química, pesquisadora e professora universitária brasileira.
Comendadora e grande oficial da Ordem Nacional do Mérito Científico e membro titular da Academia Brasileira de Ciências, era professora titular da Faculdade de Química, da Universidade de São Paulo.

## Biografia
Blanka nasceu na Polônia, em 1917. Terminou o Curso Ginasial em Varsóvia em 1934 e emigrou com a família, no mesmo ano, aos 14 anos, fixando residência em São Paulo. A família enfrentou dificuldades financeiras ao chegar ao Brasil. Blanka se dedicava aos estudos com afinco, pretendendo ingressar na universidade. Em 1937, ingressou no de Química na Faculdade de Filosofia, Ciências e Letras, da Universidade de São Paulo, tendo se formado em 1941. Sua vida profissional teve início nas Indústrias Matarazzo, porém seu objetivo era partir para a pós-graduação. Sua educação no Brasil foi muito técnica e conteudista, enquanto que na Polônia sua instrução foi voltada para o humanismo, além de um grande acesso a bibliotecas.
Em 1948, ingressou no departamento de Química da Faculdade de Filosofia, Ciências e Letras como assistente do professor Heinrich Hauptmann, obtendo o doutorado no ano seguinte com a tese Sobre o comportamento de compostos de enxouel de Raney, que analisava novas reações no campo de compostos de enxofre.
Ainda em 1949, ingressou como auxiliar de ensino da cadeira de Química Orgânica e Biológica da Faculdade de Filosofia da USP para se tornar professora assistente em tempo integral em 1953. Blanka conseguiu uma bolsa do Conselho Britânico para fazer o pós-doutorado no Imperial College London, em Londres, onde trabalhou com eletrossíntese orgânica.
Em 1958, defendeu a livre-docência com o título Síntese e estudo dos homólogos inferiores do ácido 6,8-tioctico. Na década seguinte, Blanka trabalhou com eletroquímica orgânica, concomitantemente com os estudos de compostos de enxofre, voltando a esta área em tempo integral na década de 70. Em 1971, foi aprovada no concurso para professora titular do Instituto de Química da USP e em 1975 passou a chefiar o Departamento de Química Fundamental do mesmo Instituto.

## Legado
Foram mais de 115 trabalhos de pesquisa em periódicos nacionais e internacionais, com 171 trabalhos em congressos. Quatro orientações de mestrado e 24 teses de doutorado, além de uma inestimável contribuição ao ensino de Química na universidade, mesmo depois de sua aposentadoria compulsória. Blanka permaneceu trabalhando em regime de professora convidada, no Laboratório de Sínteses Orgânicas.
Em 1973, foi eleita membro titular da Academia Brasileira de Ciências, da Associação Brasileira de Química, da Sociedade de Química de Londres e da Sociedade Brasileira pelo Progresso da Ciência e no ano seguinte, membro da Academia de Ciências do Estado de São Paulo, além de ter sido associada também da Royal Society of Chemistry (MRSC).
A qualidade de seu trabalho e a competência no ensino e pesquisa também lhe conferiu dois prêmios: a Ordem Nacional do Mérito Científico e o Prêmio Rheimboldt-Hauptmann. Foi também membro do corpo editorial das revistas Arkivoc (Arat, U.S.A. Foundation) e Phosphorus, Sulfur and Silicon and The Related Elements e bolsista 1A do CNPq.
Hans Viertler, do Instituto de Química, assim disse sobre Blanka: 
| “ | “(...)exemplo de dedicação acadêmica, um paradigma a ser seguido pelas novas gerações...foi uma acadêmica que com competência e amor ao trabalho, gerou ciência, deixou escola e educou gerações”. | ” |

## Morte
Blanka morreu na cidade de São Paulo, em 26 de janeiro de 2012, aos 94 anos.